# Улица Метростроевцев
Улица Метростро́евцев — улица в Кировском районе Санкт-Петербурга. Проходит от Сивкова переулка до улицы Шкапина.

## История

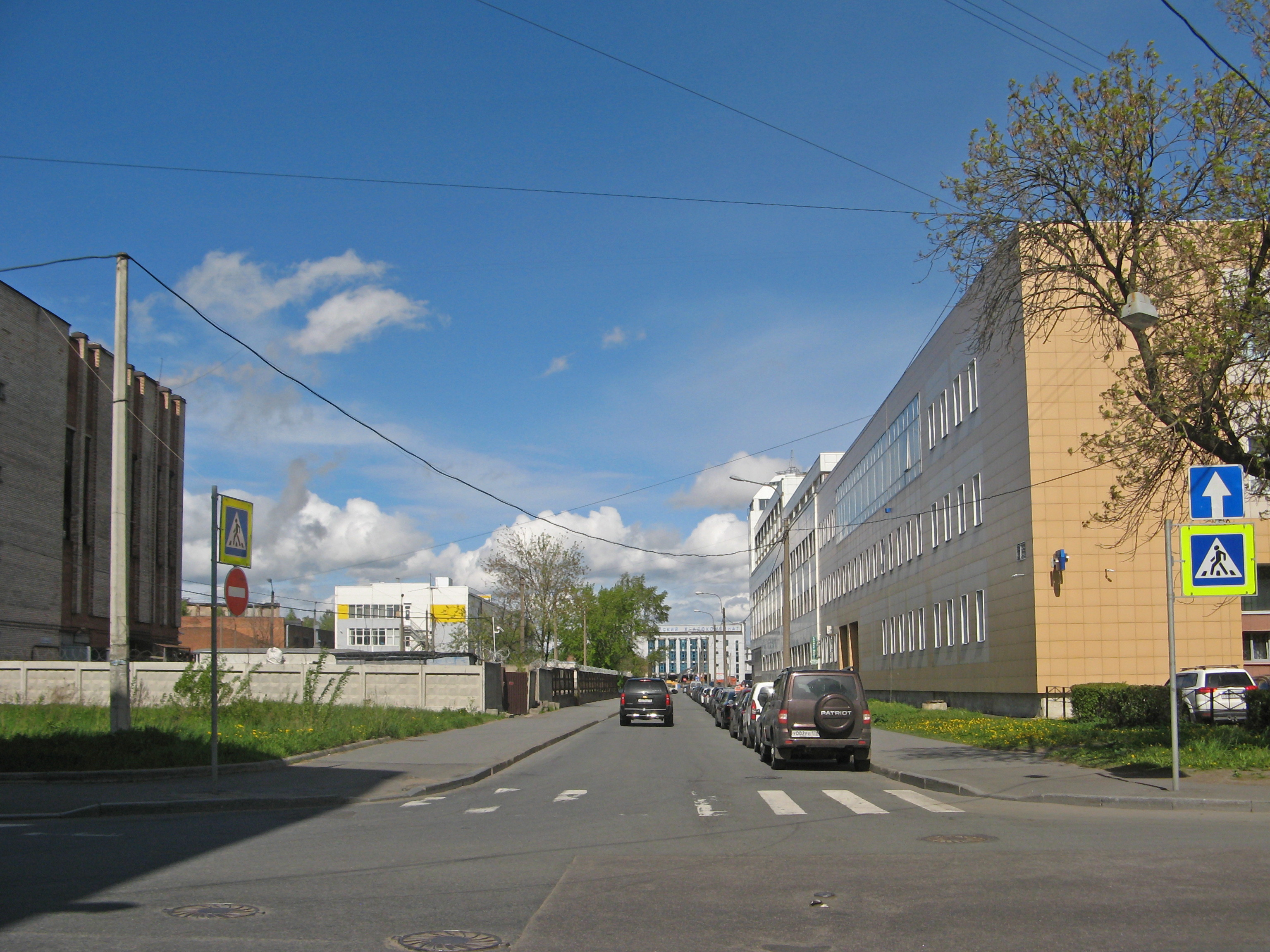
Вид от Молодёжного переулка

Первоначально с 1903 по 1911 годы носила название Ерофеевский переулок (от Сивкова до Молодёжного переулка), дано по фамилии домовладельца. Параллельно в 1906 году появляется название Сергиевский переулок, по находившейся поблизости (улица Ивана Черных, 20, не сохранилась) церкви Святого Сергия Радонежского.
Переименована в улицу Метростроевцев 3 декабря 1956 года «в честь коллектива Ленметростроя в связи с постройкой в Кировском районе 1-й очереди Ленинградского метрополитена».

## Достопримечательности
- Балтийский хладокомбинат